# تری هیز
تری هیز (انگلیسی: Terry Hayes؛ زادهٔ ۸ اکتبر ۱۹۵۱) فیلم‌نامه‌نویس و تهیه‌کننده فیلم اهل انگلستان ساکن استرالیا است.

## فیلم‌شناسی
- مکس دیوانه ۲ (۱۹۸۱) - co-script
- The Dismissal (۱۹۸۳) (مجموعه تلویزیونی)
- Bodyline (۱۹۸۴) (مجموعه تلویزیونی)
- The Cowra Breakout (۱۹۸۴) (مجموعه تلویزیونی) - فقط تهیه‌کننده
- مکس دیوانه: در آن سوی تاندردوم (۱۹۸۵) - همچنین تهیه‌کننده
- The Riddle of the Stinson (۱۹۸۷) (فیلم تلویزیونی) - فقط تهیه‌کننده
- The Year My Voice Broke (۱۹۸۷) - فقط تهیه‌کننده
- Vietnam (۱۹۸۷) (مجموعه تلویزیونی) - همچنین تهیه‌کننده
- Dirtwater Dynasty (۱۹۸۸) (مجموعه تلویزیونی) - همچنین تهیه‌کننده
- The Clean Machine (۱۹۸۸) (فیلم تلویزیونی) - همچنین تهیه‌کننده
- Fragments of War: The Story of Damien Parer (۱۹۸۸) (فیلم تلویزیونی) - فقط تهیه‌کننده
- سکوت قبرستانی (۱۹۸۹) - همچنین تهیه‌کننده
- Bangkok Hilton (۱۹۸۹) (مجموعه تلویزیونی) - همچنین تهیه‌کننده
- لاس زدن (۱۹۹۱) - فقط تهیه‌کننده
- Mr. Reliable (۱۹۹۶) - همچنین تهیه‌کننده
- تقاص (۱۹۹۹)
- محدودیت عمودی (۲۰۰۰)
- از جهنم (۲۰۰۱)